# 欧拉秀玛乡
欧拉秀玛乡，是中华人民共和国甘肃省甘南藏族自治州玛曲县下辖的一个乡镇级行政单位。

## 行政区划
欧拉秀玛乡下辖以下地区：
卡尔格村、敦红村、贡周村和当庆村。